# ورزشگاه پاپا جانز کاردینال

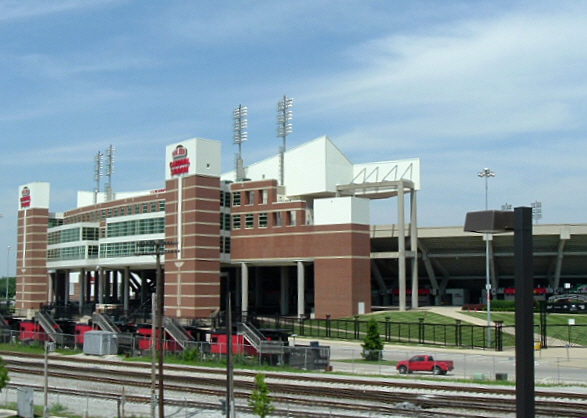

ورزشگاه پاپا جانز کاردینال (به انگلیسی: Papa John's Cardinal Stadium) با ظرفیت ۵۶٬۰۰۰ نفر در شهر لویی ویل ایالت کنتاکی واقع شده‌است. این ورزشگاه در تاریخ ۱۹۹۸ تأسیس شد و دارای زمین چمن مصنوعی می‌باشد.
این ورزشگاه متعلق به دانشگاه لویی ویل است.